# Pratt & Whitney F135
Pratt & Whitney F135 je dvogredni nizkoobtočni reaktivni turboventilatorski motor z dodatnim zgorevanjem. Uporablja se za pogon lovca Lockheed Martin F-35 Lightning II. Obstaja tudi STOVL različica motorja za pogon F-35B.F135 je s potiskom 43000 funtov (191.35 kN) eden izmed najmočnejših lovskih motorjev, enomotorni lovec F-35 ima večji potisk kot nekateri dvomotorni lovci.

## Različice
- F135-PW-100 : za F-35A konvencionalni vzlet in pristanek
- F135-PW-400 : za palubnega F-35C
- F135-PW-600 : za F-35B STOVL

## Specifikacije(F135-PW-100)
- Tip: Dvogredni nizkoobtočni turbofan z dodatnim zgorevanjem
- Dolžina: 220 in (5,59 m)
- Premer: 51 in (1,29 m)
- Teža: 1701 kg / 3750 lbs
- Kompresor: 3-stopenjski nizkotlani, 6-stopenjski visokotlačni (oba aksialna)
- Zgorevalna komora: obročasta
- Turbina: 1-stopenjska visokotlačna, 2-stopenjska nizkotlačna (obe aksialni)
- Največji potisk: 43000 lbf (191,35 kN)
- Specifična poraba goriva: 0,886 lb/(uro·lbf) ali 25,0 g/kN·s (brez dodatnega zgorevanja)
- Razmerje potisk/teža: 11,467